# Ulf Eriksson
Ulf Helmer Johan Eriksson (Sollefteå, 26 mei 1942) is een Zweeds voormalig voetbalscheidsrechter. Hij was in dienst van FIFA en UEFA tussen 1974 en 1989. Ook leidde hij tussen wedstrijden in de Allsvenskan.
Op 17 september 1975 maakte Eriksson zijn debuut in Europees verband tijdens een wedstrijd tussen Reipas Lahti en West Ham United in de Europacup II; het eindigde in 2–2 en de Zweed hield zijn kaarten op zak. Zijn eerste interland floot hij op 28 mei 1975, toen Oost-Duitsland met 1–2 verloor van Polen. Twee spelers ontvingen een gele kaart van Eriksson. In 1978 was hij een van de achtentwintig scheidsrechters op het WK in Argentinië. Hier leidde hij twee duels, waarvan een van de latere wereldkampioen Argentinië.

## Interlands
| Datum            | Plaats                       | Wedstrijd                                  | Uitslag | Competitie           | Kreeg geel | Kreeg voor de tweede keer geel en dus rood | Weggestuurd |
| ---------------- | ---------------------------- | ------------------------------------------ | ------- | -------------------- | ---------- | ------------------------------------------ | ----------- |
| 28 mei 1975      | Halle, Oost-Duitsland        | Duitse Democratische Republiek – Polen     | 1 – 2   | Vriendschappelijk    | 2          | 0                                          | 0           |
| 24 juni 1976     | Bergen, Noorwegen            | Noorwegen – Denemarken                     | 0 – 0   | Vriendschappelijk    | 0          | 0                                          | 0           |
| 13 oktober 1976  | Londen, Engeland             | Engeland – Finland                         | 2 – 1   | WK 1978 kwalificatie | 2          | 0                                          | 0           |
| 1 juni 1977      | Oslo, Noorwegen              | Noorwegen – Denemarken                     | 0 – 2   | Vriendschappelijk    | 0          | 0                                          | 0           |
| 3 juni 1978      | Córdoba, Argentinië          | Peru – Schotland                           | 3 – 1   | WK 1978              | 1          | 0                                          | 0           |
| 14 juni 1978     | Rosario, Argentinië          | Argentinië – Polen                         | 2 – 1   | WK 1978              | 4          | 0                                          | 0           |
| 15 november 1978 | Rotterdam, Nederland         | Nederland – Duitse Democratische Republiek | 2 – 0   | EK 1980 kwalificatie | 0          | 0                                          | 0           |
| 7 februari 1979  | Londen, Engeland             | Engeland – Noord-Ierland                   | 4 – 1   | EK 1980 kwalificatie | 0          | 0                                          | 0           |
| 10 augustus 1983 | West-Berlijn, West-Duitsland | West-Duitsland – Argentinië                | 2 – 1   | Vriendschappelijk    | 0          | 0                                          | 0           |
| 17 oktober 1979  | Brussel, België              | België – Portugal                          | 2 – 0   | EK 1980 kwalificatie | 0          | 0                                          | 0           |
| 17 november 1979 | Udine, Italië                | Italië – Zwitserland                       | 2 – 0   | Vriendschappelijk    | 0          | 0                                          | 0           |
| 8 oktober 1980   | Wenen, Oostenrijk            | Oostenrijk – Hongarije                     | 3 – 1   | Vriendschappelijk    | 2          | 0                                          | 0           |
| 15 oktober 1980  | Boekarest, Roemenië          | Roemenië – Engeland                        | 2 – 1   | WK 1982 kwalificatie | 2          | 0                                          | 0           |
| 14 oktober 1981  | Dublin, Ierland              | Ierland – Frankrijk                        | 3 – 2   | WK 1982 kwalificatie | 1          | 0                                          | 0           |
| 11 augustus 1982 | Kopenhagen, Denemarken       | Denemarken – Finland                       | 3 – 2   | Vriendschappelijk    | 0          | 0                                          | 0           |
| 18 mei 1983      | Kokkola, Finland             | Finland – Duitse Democratische Republiek   | 0 – 1   | Vriendschappelijk    | 0          | 0                                          | 0           |
| 10 augustus 1983 | Oslo, Noorwegen              | Noorwegen – Roemenië                       | 0 – 0   | Vriendschappelijk    | 1          | 0                                          | 1           |
| 28 oktober 1983  | Wrocław, Polen               | Polen – Portugal                           | 0 – 1   | EK 1984 kwalificatie | 2          | 0                                          | 0           |
| 5 juni 1985      | Bergen, Noorwegen            | Noorwegen – Wales                          | 4 – 2   | Vriendschappelijk    | 0          | 0                                          | 0           |
| 11 mei 1986      | Bochum, West-Duitsland       | West-Duitsland – Joegoslavië               | 1 – 2   | Vriendschappelijk    | 0          | 0                                          | 0           |
| 16 mei 1986      | Kopenhagen, Denemarken       | Denemarken – Polen                         | 1 – 0   | Vriendschappelijk    | 2          | 0                                          | 0           |
| 8 februari 1989  | Ramat Gan, Israël            | Israël – Wales                             | 3 – 3   | Vriendschappelijk    | 0          | 0                                          | 0           |